# Myślibórz (województwo łódzkie)
Myślibórz – wieś w Polsce położona w województwie łódzkim, w powiecie opoczyńskim, w gminie Żarnów.
W skład sołectwa Myślibórz wchodzi także wieś Widuch.
| SIMC    | Nazwa             | Rodzaj    |
| ------- | ----------------- | --------- |
| 0557889 | Dwór              | część wsi |
| 0557895 | Gajówka Myślibórz | część wsi |
| 0557903 | Górna Kolonia     | część wsi |
| 0557910 | Górna Wieś        | część wsi |
| 0557926 | Olszyna           | część wsi |

Prywatna wieś szlachecka, położona była w drugiej połowie XVI wieku w powiecie opoczyńskim województwa sandomierskiego. W latach 1975–1998 miejscowość administracyjnie należała do województwa piotrkowskiego.
Wierni Kościoła rzymskokatolickiego należą do parafii św. Mikołaja w Żarnowie.